# John McLaughlin (zenész)
John McLaughlin vagy más nevén Mahavishnu John McLaughlin (Doncaster, 1942. január 4.–), Grammy-díjas angol gitáros, zeneszerző a fúziós jazz úttörője, aki pályafutása során többféle zenei stílusban is készített felvételeket. Játékában a jazz mellett megtalálható a rock, a világzene, a flamenco, a klasszikus zene, de egyes szerzeményeiben fellelhetőek keleti zenei hatások is. A 60-as évek végén megfordult Tony Williams együttesében a Lifetimeban, de szerepelt Miles Davis korszakalkotó fúziós jazz albumain is, az In A Silent Wayen, valamint az 1970-es Bitches Brew címűn is. A 70-es évek elején hozta létre fúziós jazz zenekarát, a Mahavishnu Orchestra formációt, mely egyes hozzáértők szerint a 70-es évek talán legerősebb jazz-rock csapata volt. A Mahavishnu Orchestra lemezein a rock és a jazz fúziója volt hallható, mely által McLaughlin nemcsak jazz, de rockzenészekre is óriási hatást gyakorolt. Zakir Hussain az indiai tablá mestere, „korunk egyik legnagyobb és legbefolyásosabb” zenészének nevezte, míg Jeff Beck egy 2010-es nyilatkozatában a „világ legjobb gitárosának” nevezte.
2003-ban a Rolling Stone magazin Minden idők 100 legjobb gitárosa listáján a 49. helyre rangsorolta. A lista 2011-es újabb változatában a 68. helyre került.

## Életrajz

### Kezdetek (1960-as évek)
McLaughlin zenészcsaládba született, édesanyja hegedűn játszott, de testvérei is zenéltek. McLaughlin eleinte hegedűn játszott, majd 9 – más forrás szerint 8 éves korától zongorázni tanult. 11 éves korában kezdett el gitározni, érdeklődése 14 éves korától egyre inkább a jazz és a flamenco felé fordult. Játékára nagy hatást gyakorolt Django Reinhardt és Stéphane Grappelli zenéje. Emellett nagy hatást gyakorolt rá Tal Farlow, Jim Hall, Barney Kessel, Miles Davis, John Coltrane, Cannonball Adderly, Bartók Béla és Claude Debussy is. A 60-as évek közepén a virágzó zenei életéről híres Londonba költözött, hogy szerencsét próbáljon. A 60-as évek közepén több zenekarban is megfordult, így a kialakuló brit blues színtéren olyan muzsikusokkal játszott együtt, mint Alexis Korner, Georgie Fame, Graham Bond vagy Brian Auger. A 60-as évek végén együtt dolgozott Gordon Beck zongoristával, de több zenész meghívásának is eleget tett, az egyre népszerűbb gitáros. Készített felvételeket Jimi Hendrix-szel is 1969 májusában, majd csatlakozott a Tony Williams Lifetime formációhoz, melyet az amerikai Tony Williams jazz-dobos alapított.
1969-ben kiadta első szólólemezét, mely Extrapolation címmel jelent meg. A Giorgio Gomelsky producerkedésével készült anyagon Tony Oxley dobolt, John Surman szaxofonozott és Brian Odgers basszusozott. Az album jó kritikákban részesült, mely egyben megmutatta McLaughlin virtuozitását is. 1969-ben meghívást kapott Miles Davis zenekarába, ahol az In a Silent Way albumon debütált.

### Jazz-rock korszak, Mahavishnu Orchestra (1970-es évek)
Miles Davis következő albumán a Bitches Brew címűn is játszott, melyre a kritikusok úgy tekintenek, mint az egyik legelső és legjobb jazz-rock albumra. Az anyag óriási sikert aratott, így McLaughlin is számottevő hírnévre tett szert. Közben McLaughlin szólókarrierjét sem hanyagolta, 1970-ben három lemezt is kiadott. Az első Where Fortune Smiles címmel jelent meg, melyet a My Goal's Beyond követett. Utóbbin Billy Cobham dobolt, és Jerry Goodman hegedült. Ezen a lemezen nagy szerepet kapott az akusztikus gitár is, valamint megjelentek McLaughlin játékában a közel-keleti, indiai zenei hatások. A szintén 1970-es Devotion albumon az a Buddy Miles dobolt, aki korábban Jimi Hendrix mellett bukkant fel.
A pszichedelikus hangulatokban bővelkedő lemezt Alan Douglas Douglas Records nevű kiadója adta ki.
Közben folyamatosan vállalt egyéb felkéréseket is, így dolgozott többek között, Miroslav Vitous, Larry Coryell, Joe Farrell, Wayne Shorter, Carla Bley, és a Rolling Stones számára is.
1970 több szempontból is fordulópontot jelentett életében. Ez évben alapította meg Mahavishnu Orchestra névre keresztelt zenekarát, mellyel kezdetét vette a jazz-rock korszaka. Szintén 1970-ben ismerkedett meg Sri Chinmoy, indiai guruval, és rajta keresztül a hinduizmussal és a keleti misztikával. Ezt követően vegetáriánus lett, puritán életmódot folytatott, és a meditáción kívül kizárólag a zenének és a gitárjátéka tökéletesítésének szentelte életét. Chinmoy pedig elnevezte "mahavishnunak", azaz félistennek.
A Mahavishnu Orchestra debütáló lemeze 1971-ben jelent meg The Inner Mounting Flame címmel, amerikában a Columbia Records, angliában a CBS Records gondozásában. Az albumon Rick Laird basszusgitározott, Billy Cobham dobolt, Jerry Goodman hegedült, Jan Hammer pedig a billentyűs hangszereket kezelte. Az album remek kritikákban részesült, és olyannyira sikeresnek bizonyult, hogy még a Billboard listára is felkerült.
1971-ben szerepelt Miles Davis Live-Evil albumán is, de a következő 1972-es On the Corner album munkálataiból is kivette a részét.
A Mahavishnu Orchestra Birds of Fire címmel adta ki második lemezét, melyről a kritikusok ismét dicshimnuszokat zengtek. 1973-ban megjelent az együttes The Lost Trident Sessions lemeze, melynek megjelenésekor már az egyik legsikeresebb fúziós jazz együttesnek számítottak, habár McLaughlin egyre bonyolultabbá, elvontabbá, misztikusabbá váló zenei gondolatait egyre kevesebben tudták követni, befogadni. A következő Between Nothingness and Eternity című album mindössze három terjedelmes hosszúságú dalt tartalmazott.
1973-ban Carlos Santana társaságában készített lemezt, mely Love Devotion Surrender címmel jelent meg. Az albumra az A Love Supreme képében egy John Coltrane szerzemény is felkerült.
1974-ben szerepelt Miles Davis Big Fun és Get Up with It albumain, majd a Mahavishnu Orchestra keretein belül is készített egy lemezt. Az Apocalypse albumon azonban már egy teljesen más felállás mutatkozott be. A korongon Jean-Luc Ponty hegedült, de a korong dalaiban nagy szerepet kaptak egyéb vonós hangszerek is, a Londoni Szimfonikus Zenekar jóvoltából.
A következő albumra (Visions of the Emerald Beyond-1975) McLaughlin megtartotta Jean-Luc Ponty-t, de a következő, a zenekar hattyúdalának számító Inner Worlds albumon már ő sem szerepelt. Ezt követően a Mahavishnu Orchestra 1976-ban feloszlott.
MacLaughlin ez idő alatt eleget tett a különböző felkéréseknek, így szerepelt Stanley Clarke 1976-os School Days albumán is. A Mahavishnu Orhestra feloszlása után hozta létre a Shakti zenekart, mellyel indiai zenét játszott. Az együttest MacLaughlin mellett L. Shankar, R. Raghavan, T. H. Vinayakaram és Zakir Hussain alkotta. Első lemezük 1976-ban jelent meg Shakti címmel, melyen mindössze három dal szerepelt 52 percben. A folytatásra sem kellett sokat várni a A Handful of Beauty már 1976-ban megjelent a Columbia Records gondozásában. Az együttes még egy lemezt adott ki 1977-ben Natural Elements címmel, melyen elődjeihez hasonlóan nagy szerepet kaptak az indiai ütőhangszerek is.
1978-ban szólólemezzel jelentkezett. Az Electric Guitarist című anyagon korábbi társai Billy Cobham dobos és Jerry Goodman hegedűs is szerepelt. Szintén 1978-ban jelent meg az Electric Dreams címre keresztelt album, majd MacLaughlin ismét más zenészekkel kezdett dolgozni.
1979-ben Paco de Lucía flamenco gitárossal és Larry Coryell jazz gitárossal dolgozott együtt, Guitar Trio néven. Coryellt hamarosan Al Di Meola váltotta fel, majd megjelent 1980-ban a Friday Night in San Francisco album, mely minden idők egyik legnagyobb példányszámban eladott és legnépszerűbb jazz-albumának számít.
1979-ben létrejött a rövid életű Trio of Doom formáció, melyben MacLaughlin mellett Jaco Pastorius és Tony Williams játszott. Az együttes koncertezett az 1979-es Havannah Jam fesztiválon is, majd 1979. március 3-án New Yorkban adtak koncertet, mely rögzítésre is került. Az anyagot 2007-ben jelentette meg a Legacy Recordings.

### 1980-as évek
1981-ben saját neve alatt egy Belo Horizonte című album jelent meg, majd ismét együtt dolgozott Al Di Meola és Paco de Lucía gitárosokkal, az 1983-as Passion, Grace and Fire album erejéig. A megjelenést fellépések is követték. Az 1983-as őszi turnén csatlakozott hozzájuk a Dixie Dregs gitáros Steve Morse is, aki a koncerteket nyitotta meg saját zenekarával, majd a ráadásban együtt játszott a három gitárossal.
1982-ben Music Spoken Here címmel jelent meg lemeze, majd egy rövid ideig együtt dolgozott Christian Escoudé francia jazz gitár művésszel. Ezt követően John McLaughlin Trio néven dolgozott tovább, bár ezt a nevet már a 70-es évek közepén is használta.
1984 és 1986 között újraindította a Mahavishnu Orchestra zenekart, a siker azonban elmaradt. Az 1984-es Mahavishnu lemezen a világzenei és fúziós stílusokban kalandozó basszusgitárvirtuóz Jonas Hellborg is felbukkant, míg a dobok mögött ismét Billy Cobham ült. Az 1986-os Adventures in Radioland album sem keltett különösebb visszhangot, így McLaughlin 1986-ban ismét feloszlatta a zenekart.
A John McLaughlin Trio Kai Eckhardt basszusgitárossal és Trilok Gurtu ütőhangszeressel koncertezett. A 80-as évek közepén Jonas Hellborg társaságában duóként koncertezett, de szerepelt Miles Davis 1985-ös You're Under Arrest albumán is.
1986-ban hozzájárult a jazz szaxofonos Dexter Gordon életét bemutató Bertrand Tavernier rendezte Round Midnight című film zenéjéhez. A filmben hallható Mediterranean Concerto egyik szerzője volt, melyet Michael Gibbs hangszerelt. A világpremieren a Los Angeles-i Filharmonikusok játszottak McLauglin mellett. Az előadást 1988-ban rögzítették is a Londoni Szimfonikus Zenekarral, Michael Tilson Thomas karmester vezényletével. Öt duett is rögzítésre került, melyeken McLaughlin akkori barátnője, Katia Labèque is szerepelt.
1987-ben Making Music címmel jelent meg egy album, melyen Jan Garbarek és Zakir Hussain is hallható volt.
1989-ben a John McLaughlin Trio adott ki lemezt Live At The Royal Festival Hall címmel, majd nekiláttak egy stúdióalbum felvételeinek is. Szintén 1989-ben szerepelt Miles Davis Aura albumán is.

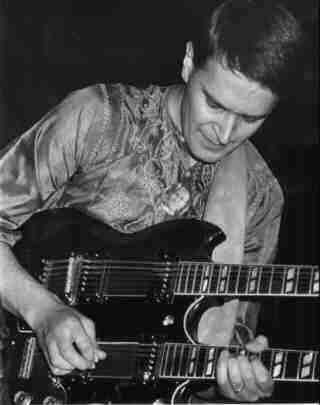
Kiemelkedően egyéni stílusában hosszú dallammeneteket, szokatlan ritmusokat, villámgyors, egyre emelkedő futamokat, megfoghatatlan harmóniákat és éles ritmuskíséretet gyúr össze, melyekhez hasonlót 1970-es színre lépéséig nem lehetett hallani. John McLauglin egy 1973-as Mahavishnu Orchestra koncerten.

### 1990-es évek
1992-ben a John McLaughlin Trio kiadta a Que Alegria albumot, melyen Dominique Di Piazza basszusgitározott. Őt nem sokkal később Jeff Berlin váltotta fel. Ezt követően egy The Heart of Things nevű formációval koncertezett, melyben Gary Thomas, Dennis Chambers, Matthew Garrison, Jim Beard és Otmaro Ruíz voltak a társai. 1993-ban egy Time Remembered: John McLaughlin Plays Bill Evans című Bill Evans tribute albumot adott ki. 1997-ben létrehozta a Remember Shakti formációt, melyben U. Srinivas, V. Selvaganesh, Shankar Mahadevan, Shivkumar Sharma, és Hariprasad Chaurasia voltak a társai. Első, cím nélküli albumukat 1999-ben adták ki, a korábbi Shakti-hoz hasonló, világzenei stílusban. 1996-ban újra egyesült Paco DeLucia és Al Di Meola gitárosokkal, hogy rögzítse a The Guitar Trio albumot. A megjelenét fellépések is követték, majd 1997-ben The Heart of Things címmel adott ki szólóalbumot.

### 2000-es évek
A 2000-es évek elején két Remember Shakti albumot adott ki, majd Thieves and Poets címmel rögzített baletthez szánt aláfestő zenét. Az évtized közepén 3 oktató DVD-t is kiadott, majd elkészítette a 2006-os Industrial Zen albumát. A post bop/fúziós jazz stílusba sorolható lemezen minden korábbinál nagyobb szerepet kaptak a gitárszintetizátorok. 2007-ben az Abstract Logix kiadóhoz szerződött, mely elsősőrban progresszív rock és jazz előadókkal foglalkozik. Ezt követően 4th Dimension néven indult turnéra. Zenekarát Gary Husband dobos/bollentyűs, Hadrian Feraud basszusgitáros, és Mark Mondesir dobos alkotta. A koncertekről "Live USA 2007: Official Bootleg" címmel koncertlemez is megjelent, limitált példányszámban. A körútról McLaughlin MP3 formátumban tette hozzáférhetővé a "Official Pirate: Best of the American Tour 2007" című koncertanyagot. Ez idő alatt egy The Gateway to Rhythm című oktató DVD-t is megjelentetett, melyen nagy szerepet kaptak az indiai ritmusok bemutatása is.
McLaughlin természetesen a 2000-es években is rengeteg meghívásnak tett eleget, többek között dolgozott Miroslav Vitouš cseh basszusgitárossal is, de szerepelt egy Jimi Hendrix tribute albumon is, míg 2007-ben Hadrien Feraud basszusgitárossal dolgozott együtt.
2007. július 28-án fellépett az Eric Clapton nevével fémjelzett Crossroads Guitar Festival rendezvényen, majd 2008 áprilisában új albumot adott ki Floating Point címmel. Az anyagon Louis Banks, Hadrien Feraud és Ranjit Barot és az ütőhangszeres Sivamani volt hallható. A megjelenést egy DVD kísérte, mely a Floating Point felvételeibe engedett bepillantást, valamint interjúkat tartalmazott az albumon közreműködő zenészekkel. 2008-ban egy Five Peace Band formációval koncertezett, melyben Chick Corea, Vinnie Colaiuta, Kenny Garrett és Christian McBride voltak a partnerei. A fellépéseket egy 2 CD-s koncertlemez is megörökítette, mely 2009 elején jelent meg.
2010 júliusában Billy Cobham dobossal fellépett a 44. montreuxi jazz fesztiválon, majd ugyanez évben jelent meg a To The One címre keresztelt albuma is.
2010 novemberében Follow Your Heart- John McLaughlin Song by Song címmel egy könyv jelent meg Walter Kolosky tollából. A könyv nagy hangsúlyt fektet a Mahavishnu Orchestra időkre, de alaposan kivesézi McLaughlin dalait is. Emellett ritkán látott fotókat is bőségesen tartalmaz a kiadvány.

## Stílus, hatás
Az innovatív John McLaughlint a valaha élt egyik legnagyobb gitárvirtuózként tartják számon, aki az elektromos és az akusztikus gitárt is mesterien kezeli. Olyan szintre szerette volna fejleszteni gitárjátékát, hogy egy lapon emlegessék az olyan hangszeres virtuózokkal, mint Miles Davis, John Coltrane vagy Ornette Coleman. Mindig új zenei formák keresésére törekszik, a jazz, a rock, a klasszikus és a keleti zenék fúziójának úttörője.
McLaughlin a fúziós zene alappilléreit tette le, hiszen előtte a jazzgitárosok kiszámítható, csendes hangszíneken játszottak, ő viszont új dinamikai távlatokat nyitott. Kiemelkedően egyéni stílusában hosszú dallammeneteket, szokatlan ritmusokat, villámgyors, egyre emelkedő futamokat, megfoghatatlan harmóniákat és éles ritmuskíséretet gyúr össze, melyekhez hasonlót 1970-es színre lépéséig nem lehetett hallani. "Gurulós"nak is becézett stílusát pengetéstechnikájáról kapta, melyben nagy szerepet kap a dinamika. Szeret zenei kísérletekbe fogni, a Mahavishnu Orchestra-ban gyakran játszott zajos, torzított hangszínen, egyfajta eklektikus ízt adva a zenének. Játékában egységesen van jelen a flamenco a jazz, az indiai zenei hatások, a rock illetve a komolyzenei hatások, ezáltal lemezei még ma is friss és izgalmas hallgatnivalót kínálnak.
Felbecsülhetetlen hatást gyakorolt a 70-es és 80-as évek fúziós gitárosaira, így Steve Morse, Eric Johnson, Mike Stern, Al Di Meola, Pebber Brown és Scott Henderson is fontos hatásaként jelöli meg, emellett rock és metal gitárosok is hivatkoznak rá. Greg Ginn a Black Flag hardcore punk együttes gitárosa is fontos hatásaként jelöli meg. Elmondása szerint John McLaughlin hatására kezdett el bonyolultabb gitártémákat írni, valamint instrumentális dalokat rögzíteni. Omar Rodriguez a The Mars Volta tagja is fontos hatásaként említi meg, de Pat Metheny is elismerően nyilatkozik róla. Chick Corea egy a Downbeat számára adott interjújában kifejtette, hogy McLaughlin olyan dolgokat játszott az elektromos gitáron, melyeket soha korábban nem hallott. Ezért McLaughlint az egyik legfontosabb inspirációs forrásaként jelöli meg.
2010-ben Jeff Beck „a világ legjobb gitárosának” nevezte, míg Frank Zappa egy 1977-es interjúban kifejtette, hogy az a személy, aki nem értékeli McLaughlin technikai tudását, az idióta. Szerinte McLaughlin kezében úgy szól a gitár, mint egy géppuska, de azt is hozzátette, hogy ez nem feltétlenül jó dolog, mert úgy érzi, hogy a zenehallgatók szerint az válik a legjobb gitárossá, aki a leggyorsabb.
Emellett számos ismert és elismert gitárosra és zenekarra hatással volt Zakk Wyldetól egészen a The Dillinger Escape Planig.

## Felszerelései
Gyűjteményében megtalálható egy 1968-as Gibson Johnny Smith modell, valamint több duplanyakú hangszer is, köztük egy Gibson EDS-1275 modell, melyet főleg 1971 és 1973 között, még a Mahavishnu Orchestra-ban használt. A gitárt rendszerint egy 100 wattos Marshall erősítőre kötötte rá. Az így létrejött hangzást a Guitar Player magazin beszavazta a "minden idők 50 legjobb gitárhangzása" listájára is.
1973 és 1975 között egy Rex Bogue által tervezett "Double Rainbow" nevű, duplanyakú hangszert használt.
Akusztikus gitárjai között megtalálható a Shakti nevű, melyet Abraham Wechter készített,
de a gyűjteményét bővíti egy személyre szabott Gibson J-200-as modell is.
Abe Wechter még a 70-es évek végén készített a számára egy egyéni húrozású gitárt, melynek húrozása leginkább egy szitárhoz hasonlítható, új távlatokat nyitva ezzel McLaughlin számára.
Újabban Godin márkájú elektromos gitárokon játszik, melyeken vintage rendszerű tremolókar található.
Effektek tekintetében nem fél az új technológiáktól, így elég korán áttért a gitárszintetizátorokra, napjainkban pedig már számítógépet használ erősítő és szintetizátor gyanánt. Néhány effekt mely a rendelkezésére áll.
- Rack felszerelés: Roland GI-10 gitár-MIDI interface, Sony DPS-V77 vagy DPS-M7 jelprocesszor.
- Számítógép: Apple Powerbook notebook és MOTU 828
- Szoftverek: Logic és Logis plug-in kiegészítők, MAc és Logic soft-synth (szoftveres szintetizátorok).[1]

## Diszkográfia
John McLaughlin komlplett diszkográfiája itt tekinthető meg: https://web.archive.org/web/20091027075711/http://geocities.com/BourbonStreet/Quarter/7055/McLaughlin/

### Szólólemezek
- Extrapolation, 1969, Polydor records
- Where Fortune Smiles, 1970, One Way
- My Goal's Beyond, 1970, Rykodisc
- Devotion , 1970, Douglas
- Electric Guitarist, 1978, Columbia
- Electric Dreams, 1979, Columbia
- Friday Night in San Francisco, 1981, Philips
- Belo Horizonte, 1981, Warner Bros
- Passion, Grace and Fire, 1982, Philips
- Music Spoken Here, 1982, Warner Bros
- Mediterranean Concerto (For Guitar and Orchestra) (élő), 1988, Columbia
- Live At The Royal Festival Hall, 1989, JMT
- Que Alegria, 1992, Verve Records
- Jazz, Vol. 2, 1991, Rhino
- Time Remembered: John McLaughlin Plays Bill Evans, 1993, Verve
- Tokyo Live, 1993, Polygram
- After The Rain, 1994, Verve
- Guitar Concerto, 1995, Sony Classical
- The Promise, 1995, Verve
- The Guitar Trio, 1996, Verve
- The Heart Of Things, 1997, Verve
- Remember Shakti: The Believer [élő], 2000, Verve
- The Heart of Things: Live In Paris, 2000, Polygram
- Saturday Night in Bombay: Remember Shakti, 2001, Verve
- Thieves And Poets, 2003, Verve
- Industrial Zen, 2006, Verve
- Floating Point, 2008, Mediastarz/Abstract Logix
- To The One, 2010, Mediastarz/Abstract Logix

## Miles Davis albumok
- In a Silent Way, Miles Davis, 1969, Columbia
- Bitches Brew, Miles Davis, 1970, Columbia
- A Tribute to Jack Johnson, Miles Davis, 1971, Columbia
- Live-Evil, Miles Davis, 1971, Columbia
- On the Corner, Miles Davis, 1972, Columbia
- Big Fun, Miles Davis, 1974, Columbia
- Get Up with It, Miles Davis, 1974, Columbia
- The Cellar Door Sessions, Miles Davis, 1970-es felvétel, megjelent: 2005, Columbia
- Circle in the Round, 1979, Columbia (1955-1970 közötti felvételekkel)
- Directions, Miles Davis, 1980, Columbia (1960-1970 közötti felvételekkel)
- You're Under Arrest, Miles Davis, 1985, Columbia
- Aura, Miles Davis, 1989, Columbia

## Mahavishnu Orchestra
- The Inner Mounting Flame-1971
- Birds of Fire-1973
- The Lost Trident Sessions-1973
- Between Nothingness and Eternity-1973 (koncertlemez)
- Apocalypse – 1974
- Visions of the Emerald Beyond -1975
- Inner Worlds- 1976
- The Best of Mahavishnu Orchestra -1980 (válogatáslemez)
- Mahavishnu- 1984
- Adventures in Radioland-1986
- The Collection -1994 (válogatáslemez)

## Shakti albumok
- Shakti, 1975, Columbia
- A Handful Of Beauty, 1976, Columbia
- Natural Elements, 1977, CBS
- Remember Shakti, 1999, Universal Distribution
- Collection, 2000, Import

## Más előadokkal készült albumai
- Own Up, Twice as Much, 1966, Immediate
- Experiments With Pops, Gordon Beck, 1968
- Sandy Brown And His Gentleman Friends: Hair At Its Hairiest, 1969
- Infinite Search, Miroslav Vitous, 1969, Embryo Records, 1970
- Super Nova, Wayne Shorter, 1969, Blue Note
- Emergency!, Tony Williams Lifetime, 1969, Polydor
- Turn It Over, Tony Williams Lifetime, 1970, Polydor
- Things We Like, Jack Bruce, 1970 (rögzítve: 1968-ban)
- Purple, Miroslav Vitous, 1970, Columbia
- Follow Your Heart, Joe Farrell, 1970, CTI
- Innovations, Duffy Power, 1970, Transatlantic
- Solid Bond, The Graham Bond Organisation, 1970, Warner Bros.
- Spaces, Larry Coryell, 1970, Vanguard
- Escalator Over The Hill, Carla Bley and Paul Haines, 1971, Watt/ECM
- One Man Dog, James Taylor, 1972, Warner Bros.
- Love Devotion Surrender, 1973, Columbia (+ Carlos Santana)
- Welcome, Santana, 1973
- Moto Grosso Feio, Wayne Shorter, 1974, Blue Note (rögzítve:1970-ben)
- Journey To Love, Stanley Clarke, 1975, Epic
- Planet End, Larry Coryell, 1975, Vanguard
- Live (1976-1977), Stanley Clarke, Epic
- School Days, Stanley Clarke, 1976, Epic
- The Alternative Man, Bill Evans, 1985, Blue Note
- Round Midnight (filmzene), 1986, Columbia
- Other Side Of Round Midnight, Dexter Gordon, 1986, Blue Note
- Gladrags, Katia and Marielle Labèque, 1986, Angel
- Making Music, + Jan Garbarek, Zakir Hussain és Hariprasad Chaurasia, 1987, ECM
- Love Of Colours, Katia és Marielle Labèque, 1990, Columbia
- Divine Light: Carlos Santana és Bill Laswell, 2001, Sony
- Finally The Rain Has Come, Leni Stern, 2002, Leni Stern
- Someday, Ithamara Koorax, 2002, Huks
- Universal Syncopations, Miroslav Vitous, 2003, ECM
- Power Of Soul (Jimi Hendrix emlékalbum), 2004 (A 'The Wind Cries Mary' c. dalban játszik)
- Hymns For Peace: Live At Montreux 2004, Santana, 2007, Eagle Eye
- Hadrian Feraud, Hadrien Feraud, 2007, Dreyfus
- Five Peace Band, Chick Corea etc, 2009, Concord

## Azon előadók listája, akikkel dolgozott pályafutása során
- Thetakudi Harihara Vinayakram
- V. Selvaganesh
- L. Shankar
- Jan Hammer
- Tony Williams
- Kai Eckhardt
- Gary Husband
- Matthew Garrison
- Trilok Gurtu
- Jonas Hellborg
- Paco de Lucía
- Al Di Meola
- Chris Duarte
- Jaco Pastorius
- Hadrien Feraud
- Larry Coryell
- Michael Tilson Thomas
- David Sanborn
- Elvis Jones

## John McLaughlin képgaléria

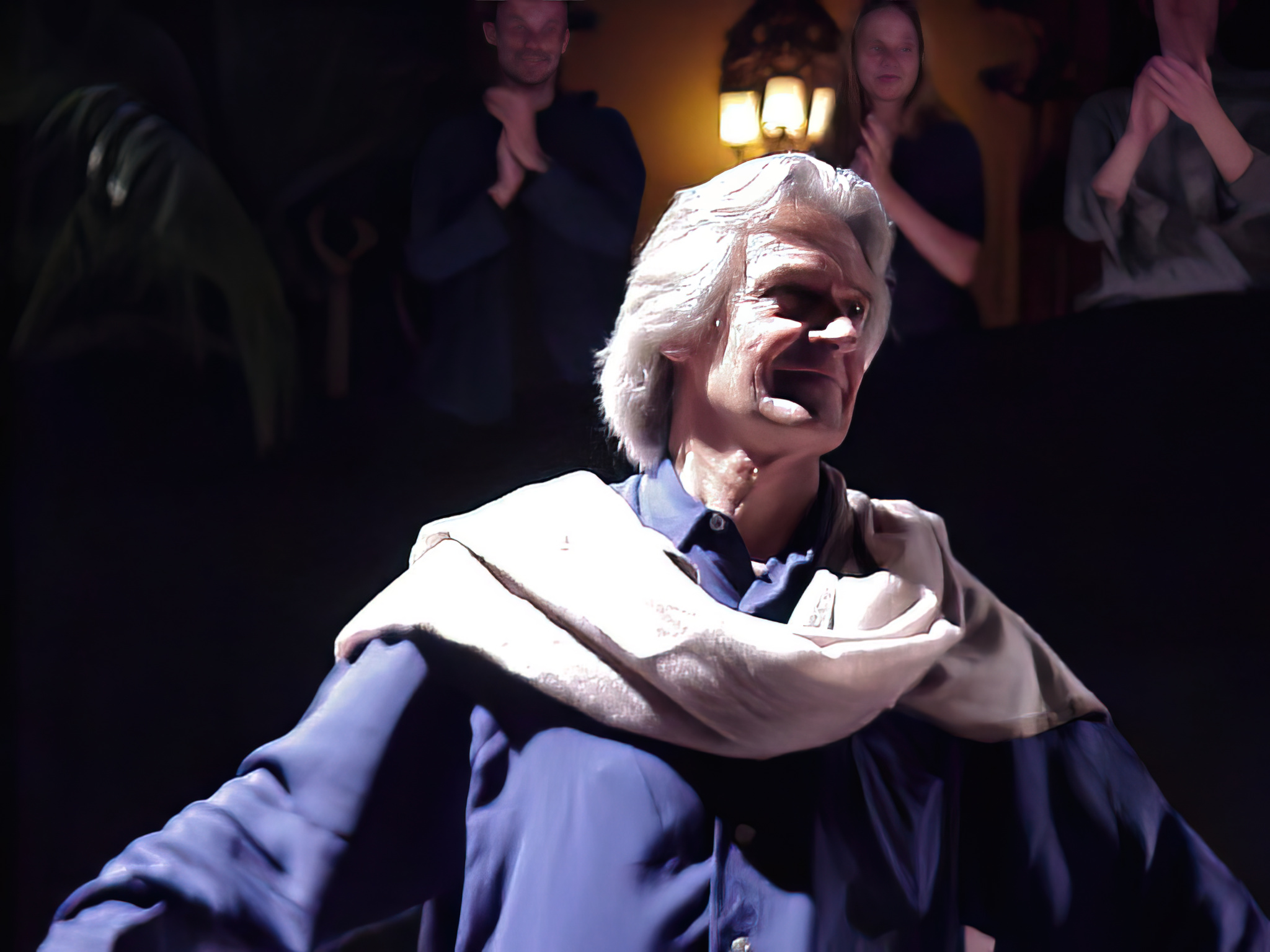
Remember Shakti koncerten 2001-ben.
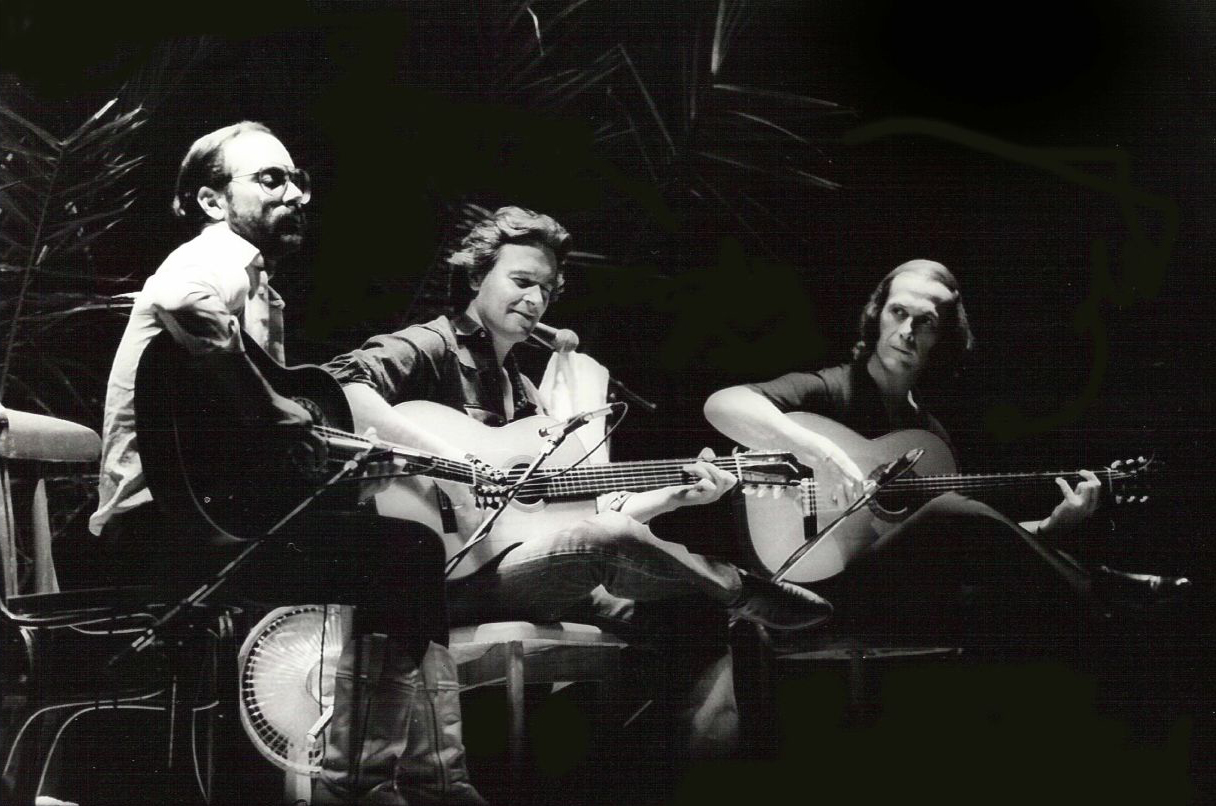
Balról jobbra: Al Di Meola, John McLaughlin és Paco de Lucía
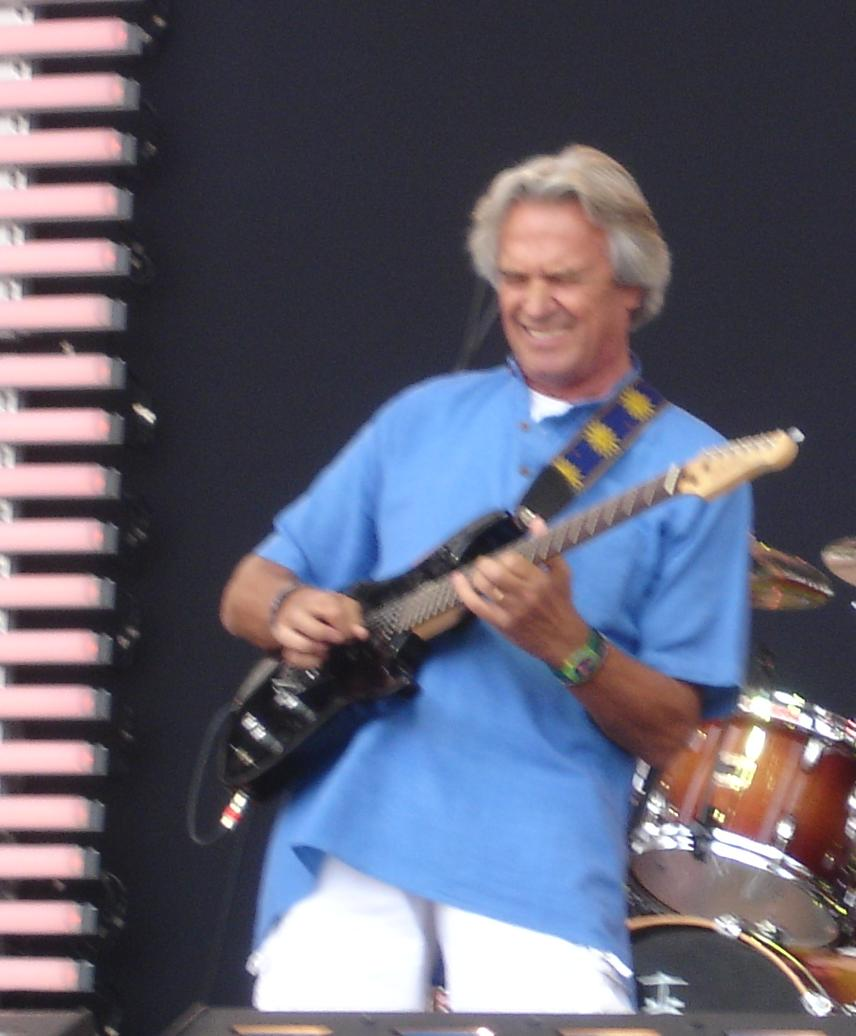
McLaughlin fellépett a 2007-es Crossroads Guitar Festival-on is.
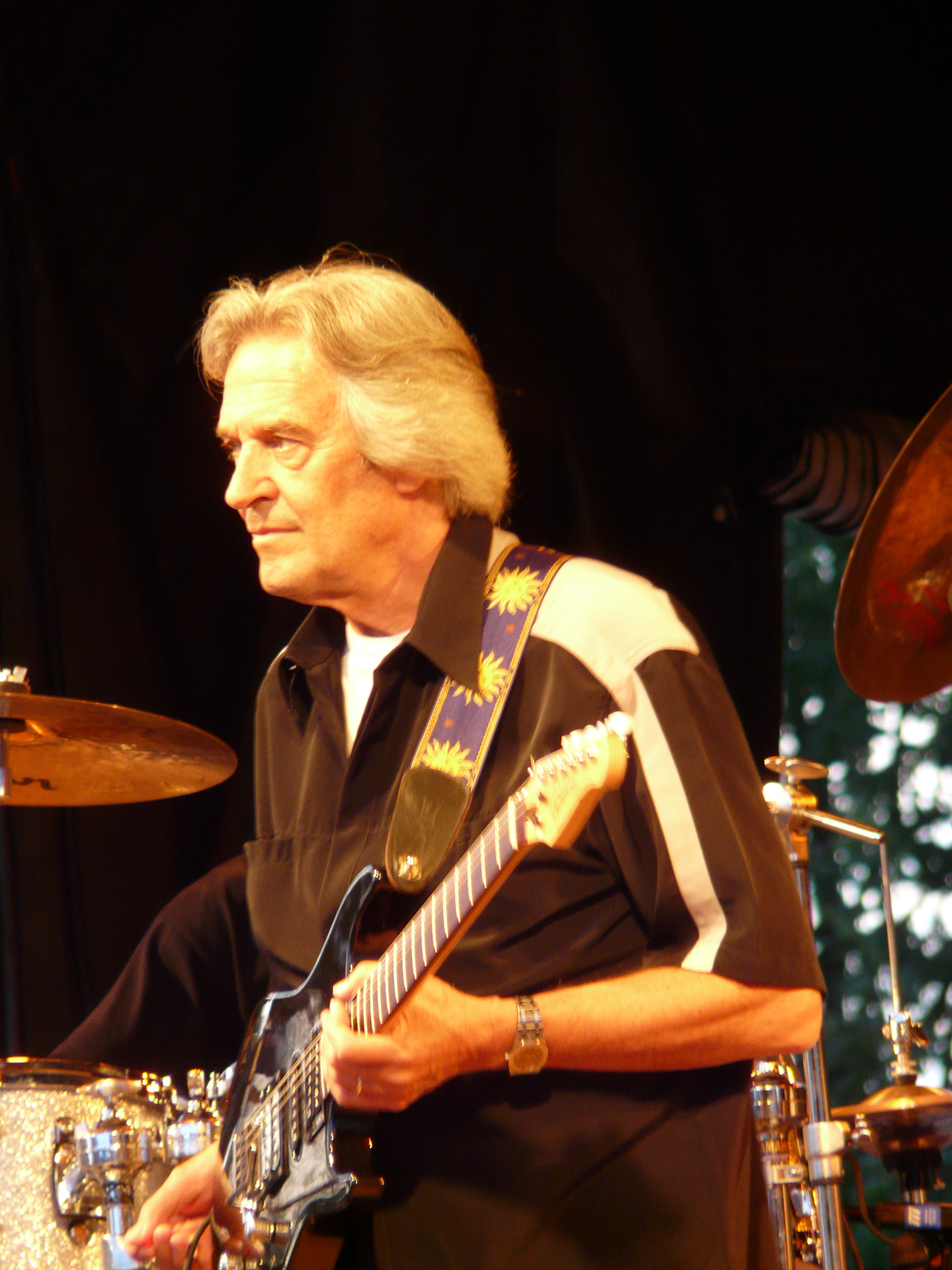
Koncert közben 2008-ban.
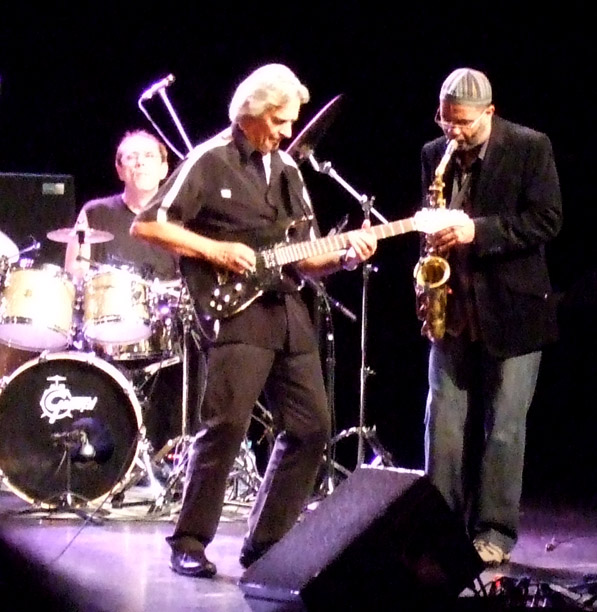
Five Peace Band koncert 2008-ban. A doboknál Vinnie Colaiuta, míg a szaxofont Kenny Garrett fújja.
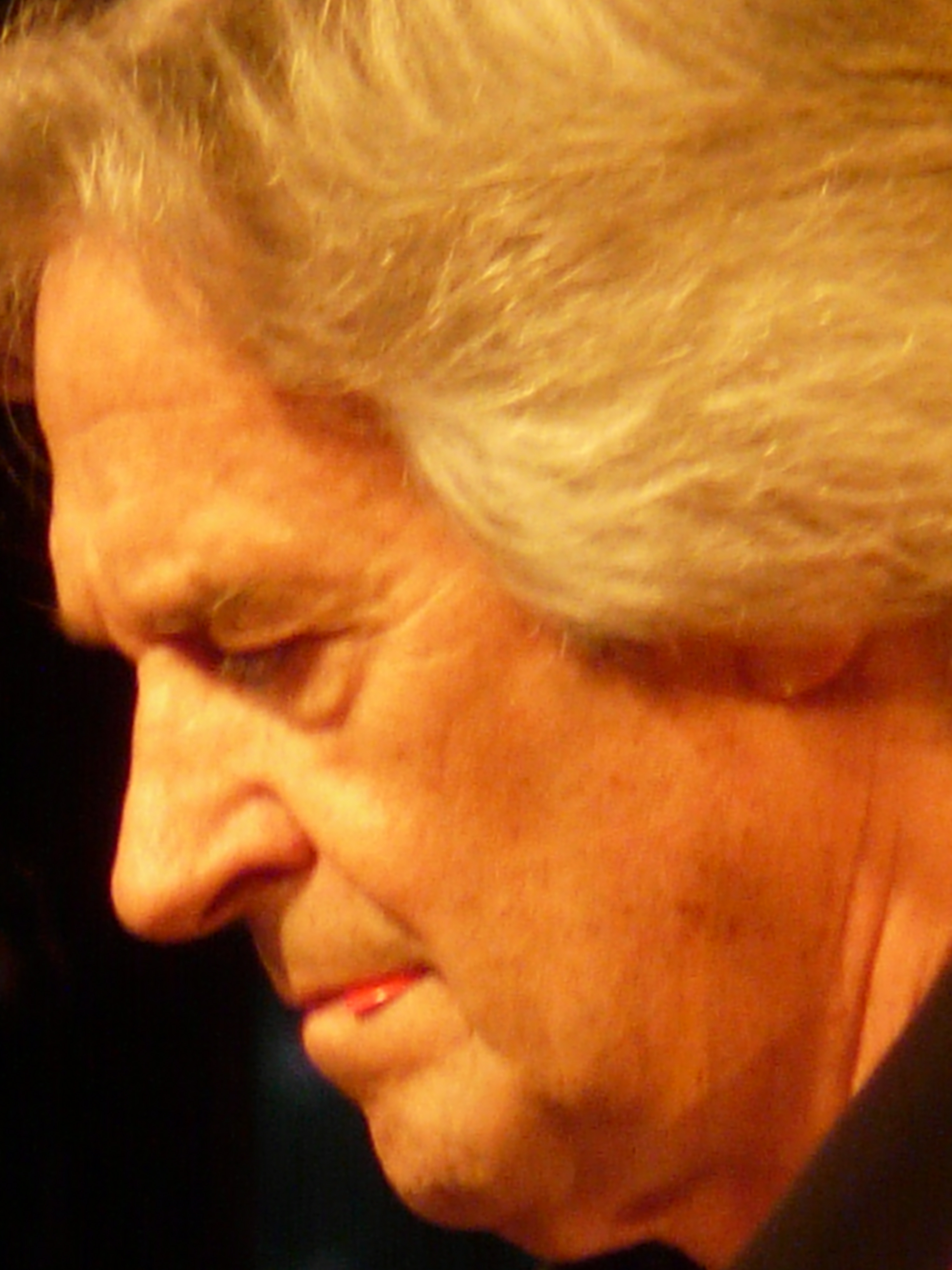
McLaughlin 2008-ban.

## Külső hivatkozások
- John McLaughlin weboldala
- JMA – John McLaughlin archívum
- John McLaughlin interjú az allaboutjazz.com oldalon